# Szabó Géza (labdarúgó)
Szabó Géza, (Abasár, 1935. június 28. – 2024. október 19.) labdarúgó, csatár, majd edző.

## Pályafutása

### Játékosként
1957 és 1964 között a Salgótarjáni Petőfi, a Salgótarjáni Kohász és a Salgótarjáni Bányász labdarúgója volt.

### Edzőként
A Testnevelési Főiskolán 1970-ben szerzett labdarúgó szakedzői diplomát. 1970 és 1974 között a Salgótarjáni Sportiskola és a Salgótarjáni Bányász edzője volt.
1974 és 1980 között a Diósgyőri VTK vezetőedzőjeként tevékenykedett és edzői pályafutásának legnagyobb sikereit itt érte el. 1977-ben és 1980-ban magyar kupagyőztes, 1979 bajnoki bronzérmes a csapattal. Az olimpiai válogatott ebben az időben a DVTK csapatára épült.
1981–82-ben a Salgótarjáni Bányásznál, 1983–84-ben az Ózdi Kohásznál, 1987–88-ban a Recski Ércbányásznál, 1989–90-ben ismét a Salgótarjáni Bányásznál dolgozott egy-egy idényt, mint vezetőedző.

## Sikerei, díjai

### Edzőként
- Magyar bajnokság
  - 3.: 1978–79
- Magyar kupa (MNK)
  - győztes: 1977, 1980